# Megastylus elegans
Megastylus elegans är en stekelart som beskrevs av Rossem 1983. Megastylus elegans ingår i släktet Megastylus och familjen brokparasitsteklar. Arten är reproducerande i Sverige. Inga underarter finns listade i Catalogue of Life.